# 塔爾薩拉克
47°10′23″N 35°14′44″E / 47.17306°N 35.24556°E
塔爾薩拉克（烏克蘭語：Тарсалак）是位於烏克蘭東南部的村莊，由扎波羅熱州瓦西里夫卡區的米哈伊利夫卡市鎮負責管轄。該村始建於1883年，面積0.85平方公里，海拔高度72米，2001年人口86，人口密度每平方公里101.2人。